# BA-10
De BA-10 (Russisch: БА-10 of Бронеавтомобиль 10; Broneavtomobil 10), was een pantserwagen waarvan de ontwikkeling in de jaren twintig in de Sovjet-Unie werd gestart. De BA-10 was de laatste versie in een serie van drie. Uiterlijk waren de verschillen tussen de drie versies bescheiden. De productie van de BA-3 startte in 1930 en omstreeks 1941 werd de productie van de BA-10 gestaakt.

## Geschiedenis
De productie van Sovjet pantserwagens kreeg in een belangrijke impuls in het eerste vijfjarenplan welke in 1927 begon. Op basis van de GAZ-AAA vrachtwagen werd de BA pantserwagens ontwikkeld. De vrachtwagen kreeg een versterkt chassis en betere wielophanging om het extra gewicht van het pantser te dragen en de vaardigheden van het voertuig in terrein te verbeteren. Tussen 1930 en 1941 zijn drie verschillende versies geproduceerd.

## Versies

### BA-I
Begin jaren 30 kwam het eerste model, de BA-I, in productie. Deze had een pantser dat met klinknagels was bevestigd. Het pantser had een dikte tussen de 10 en 15 mm. In de toren, die boven de achterwielen was geplaatst, was uitgerust met een 37mm kanon of een zwaar machinegeweer met een kaliber van 12,7mm. Een tweede, licht machinegeweer was geplaatst rechts naast de bestuurder. De BA-I had alleen aandrijving op de vier achterwielen, 6 × 4. In zwaar terrein kon rond de achterwielen rupsbanden worden bevestigd waarmee het voertuig het karakter kreeg van een halftrack. Er was aan beide zijden van het voertuig een reservewiel geplaatst, deze kon vrijdraaien en hielpen het voertuig obstakels te nemen. Het voertuig kwam uit de GAZ autofabriek gevestigd in Gorki. In totaal zijn 82 eenheden gemaakt.

### BA-3
De BA-I werd opgevolgd door de BA-3. Uiterlijk waren er weinig verschillen met de BA-I en het belangrijkste verschil was de toren. Deze was gelast, groter en kreeg een 45mm (1,77 inch) M-1932 antitank kanon. Deze toren werd ook op de T-26 lichte tank gebruikt. In totaal zijn circa 160 eenheden gemaakt.

### BA-6
In 1935 verscheen wederom een verbeterd model, de BA-6. Het belangrijkste verschil met de BA-3 was dat de deur aan de achterzijde was verdwenen. De BA-6 had een minder dik pantser en was daarom zo'n 1.000 kilogram lichter. De GAZ-AA 4 cilinder benzinemotor had een vermogen van 40 pk en gaf het voertuig een maximale snelheid van 43 km/u en een bereik van 200 kilometer. Dit voertuig werd ook in de Spaanse Burgeroorlog gebruikt en aan Turkije verkocht.

### BA-10
In 1938 verscheen de derde en laatste versie, de BA-10 en ook wel bekend onder de aanduiding BA-32. De BA-10 was geheel gelast waar de BA-6 nog deels was geklonken. In de toren kwam een moderne versie van het 45mm kanon, de M-1934. Net als bij de twee vorige versies bestond de bemanning uit vier personen, een bestuurder en rechts van hem de schutter van het machinegeweer; in de toren zaten de commandant en de lader van het kanon. Een sterkere motor, de GAZ M1 viercilinder watergekoelde benzinemotor met een vermogen van 52 pk werd gebruikt. Een tweede versie, de BA-10M, had als belangrijkste verbetering twee extra benzinetanks om het bereik te verhogen. Deze tanks waren aan de buitenzijde en boven de achterwielen geplaatst. Van alle vier de BA versies was de BA-10 het meest gefabriceerd. Hiervan zijn circa 1.100 exemplaren gebouwd en van de BM-10M 331 stuks.
In de onderstaande tabel nog een overzicht van de belangrijkste technische gegevens van de vier modellen:
| Beschrijving                 | BA-I   | BA-3  | BA-6  | BA-10  |
| ---------------------------- | ------ | ----- | ----- | ------ |
| Bemanning                    | 4      | 4     | 4     | 4      |
| Gewicht (ton)                | 5,2    | 6,0   | 5,1   | 5,1    |
| Lengte (m)                   | 4,65   | 4,65  | 4,65  | 4,65   |
| Breedte (m)                  | 2,10   | 2,10  | 2,10  | 2,07   |
| Hoogte (m)                   | 2,20   | 2,20  | 2,20  | 2,21   |
| Hoofdbewapening (mm)         | 37     | 45    | 45    | 45     |
| Motor                        | Ford A | GAZ A | GAZ A | GAZ M1 |
| Vermogen (pk)                | 40     | 40    | 40    | 50     |
| Maximumsnelheid (weg, km/u)  | 50     | 63    | 55    | 55     |
| Maximum bereik (weg, km)     | 150    | 260   | 200   | 300    |
| Maximum bereik (terrein, km) | 100    | 140   | 130   | 200    |

## Gebruik

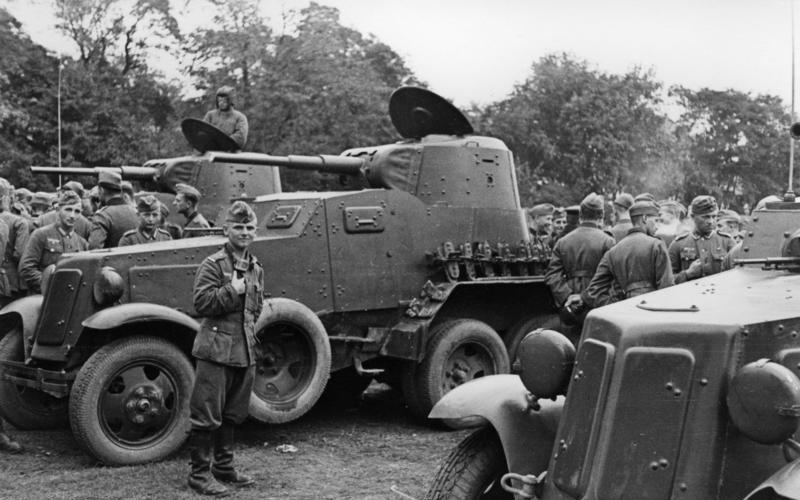
BA-10 in Polen (1939)

De BA-10 kwam voor het eerst in actie in 1939. Het Rode Leger zette de BA-10 tijdens de slag bij Halhin Gol, een dorp op de grens van Mongolië en Mantsjoerije, tegen het Japanse leger.
In het eerste jaar na de inval van de Duitse leger werd de BA-10 veelvuldig ingezet, maar na de winter van 1941-42 nam de inzet van het voertuig af. De rol van verkenningsvoertuig werd overgenomen door lichte tanks als de T-60 en T-70.
De BA-10 is tot het einde van de Tweede Wereldoorlog in gebruik gebleven bij het Sovjet leger. De BA-10 is ook gebruikt door de Finnen en Duitsers tijdens de oorlog.

## Naslagwerken
- John Milsom, Russian Tanks 1900-1970. Uitgeverij: Galahad Books, New York, (1970), ISBN 0-88365-052-5
- James Kinnear, Russian Armored Cars 1930-2000. Uitgeverij: Darlington Productions, Inc. (2000), ISBN 1-892848-05-8